# Beast of Bourbon
Albums de Tankard
B-Day
(2002) The Beauty and the Beer
(2006)
Beast of Bourbon est le onzième album studio du groupe de thrash metal allemand Tankard. L'album est sorti le 22 mars 2004 sous le label AFM Records.
L'album est également sorti en version limitée Digipak. Cette version contient en plus le titre We're Coming Back.

## Liste des titres
1. Under Friendly Fire 3:04
2. Slipping from Reality 4:16
3. Genetic Overkill 4:38
4. Die with a Beer in Your Hand 5:33
5. The Horde 4:16
6. Endless Pleasure 4:51
7. Dead Men Drinking 3:51
8. Alien Revenge 3:36
9. Fistful of Love 4:43
10. Beyond the Pubyard 3:25
11. We're Coming Back (édition Digipak uniquement) 3:29

## Musiciens
- Andreas "Gerre" Geremia - chant
- Andy Gutjahr - guitare
- Frank Thorwarth - basse
- Olaf Zissel - batterie

### Musiciens de session
- Chris Luft - chant additionnel
- Alex Wenzel - chant additionnel
- Harald Maul - chant additionnel